# Jérôme de Verdière
Pour les articles homonymes, voir Colin de Verdière.
Jérôme de Verdière, né le 14 octobre 1973 à Neuilly-sur-Seine, est un journaliste, animateur de radio et de télévision, et auteur français.

## Biographie

### Famille, formation et début dans le journalisme
Jérôme de Verdière, né Jérôme Colin de Verdière, est issu d'une famille aristocratique française, les Colin de Verdière, et est apparenté, entre autres, à l'homme politique Léon Colin de Verdière, au mathématicien Yves Colin de Verdière et au diplomate Hubert Colin de Verdière, ainsi qu'au général Jean Christophe Collin, à l'écrivain Noël Hallé, au compositeur Charles Gounod et à l'artiste peintre Jean de la Hougue.
Jérôme de Verdière poursuit des études de sociologie et de journalisme, puis commence sa carrière comme reporter à O'FM, radio généraliste d'Île-de-France.

### 1998-2003: journalisme sportif
En 1998, Jérôme de Verdière fait partie de l'équipe qui fonde la première radio française entièrement consacrée à l'actualité sportive : Sport O’FM. Il y couvre de nombreux événements : les internationaux de France de tennis de Roland Garros, le tournoi de Wimbledon, la Coupe Davis, les championnats du monde d'athlétisme et les Jeux olympiques d'hiver de 1998 de Nagano.
En 1999, il débute à la télévision sur TPS où il commente des matchs du championnat de France de football.
À partir de 2000, il rejoint la chaîne Paris Première pour laquelle il couvre la Coupe de l'America, les championnats du monde d'équitation, les championnats du monde d'escrime et de nombreux tournois de tennis ATP et WTA avec Patrice Dominguez dont le Masters de tennis masculin sur W9.
En 2003, il collabore au magazine Court Central pour lequel il réalise interviews et portraits de grands joueurs de tennis : Andre Agassi, Roger Federer, Tim Henman ou encore Goran Ivanišević.

### 2004-2010: animateur, producteur, écrivain, revue de presse, commentateur
En 2004, parallèlement à ses activités de journaliste sportif, il anime sur Paris Première des émissions de magie avec Gilles Arthur et produit des émissions spéciales : le défilé Victoria's Secret Fashion Show et la nuit des calendriers sexy.
En 2005, il publie un roman, Oh ! Putain... aux éditions Le Manuscrit.
En 2007, il crée et anime sur Paris Première l'émission La Revue de Presse des Deux Ânes, qui deviendra deux ans plus tard La Revue de presse. Ce talk-show humoristique consacré à l'actualité réunit dans sa première version Jacques Mailhot, Bernard Mabille, Jean Amadou et Michel Guidoni. Ils seront rejoints saison après saison par Régis Mailhot, Florence Brunold, Thierry Rocher, Didier Porte, Tanguy Pastureau, Stéphane Rose, Philippe Chevallier, Élodie Poux et Walter. Plusieurs dessinateurs de presse sont aussi au générique de l'émission : Olivier Ranson, Alex, Thibaut Soulcié ou Frédéric Deligne. L'émission, remportant dès son lancement un vif succès d'audience, devient vite emblématique de Paris Première. Après avoir été enregistrée au Théâtre des Deux Ânes, l'émission La Revue de presse passe en direct depuis différents théâtres à partir de 2009 : au Théâtre Marigny, au Théâtre Michel, au théâtre de Paris, au théâtre du Ranelagh, au théâtre Daunou et au Grand Point-Virgule. Une à deux fois par an, elle se délocalise en province : Nantes, Lyon, Marseille, et Val-Cenis où elle est entièrement consacrée à Laurent Gerra.
En 2008, tout en poursuivant l'animation de La Revue de presse, Jérôme de Verdière remplace Estelle Denis à l'animation de 100 % foot sur M6 aux côtés de Dominique Grimault et Pierre Ménès. Ce dernier le surnommera « Gargamel ».
Pour M6 et W9, il commente également des matchs de la coupe de l'UEFA et du Championnat d'Europe de football 2008 aux côtés de Jean-Marc Ferreri et Laurent Fournier.
En 2010, il anime l'émission Une Nuit au poste sur Paris Première, qui retrace quelques-uns des grands faits divers du XXe siècle.

### 2011-2025: auteur de théâtre, metteur en scène, auteur et animateur humoristique
En 2011, il écrit sa première pièce de théâtre, Le syndrome de Copenhague, une comédie jouée trois mois au Théâtre des Deux Ânes.
Les étés 2014, 2015 et 2016, il anime avec Bernard Mabille l'émission Un Rien Mabille sur RTL.
En 2016, il écrit et met en scène sa deuxième pièce de théâtre, Un banc pour deux avec Maëva Pasquali, Sylvie Guichenuy et Aurélie Colin, jouée pendant trois mois au théâtre de La Boussole à Paris, puis en tournée dans toute la France.
Toujours en 2016, il anime, avec Mareva Galanter, l'émission événement des 30 ans de Paris Première où il reçoit les figures historiques de la chaîne : Thierry Ardisson, Michel Field, Laurent Ruquier et Laurent Baffie.
Il anime aussi, toujours sur Paris Première, plusieurs éditions des Gérard de la télévision avec Frédéric Royer et Stéphane Rose.
En 2017, il devient co-auteur, avec Stéphane Rose et Pascal Fioretto, des chroniques de Laurent Gerra sur RTL.
En 2019, il anime une autre émission d'humour sur Paris Première, La Bataille du rire, avec notamment Bernard Mabille, Philippe Chevallier, Élodie Poux, Cécile Giroud et Yann Stotz.
En 2020, tout en poursuivant sa collaboration avec Laurent Gerra sur RTL et l'animation de La Revue de presse sur Paris Première, il écrit et met en scène sa troisième pièce de théâtre, Les Égoïstes anonymes, avec Karine Dubernet et Michel Frenna.
En 2022, il publie La Robe aux éditions Le Cherche midi. Pour Bernard Lehut, le chroniqueur littéraire de RTL, ce roman "n'est pas seulement drôle, il fait aussi réfléchir sur les bouleversements des rapports entre les hommes et les femmes et un monde en pleine évolution."  Selon Pascal Praud, "ce livre est exceptionnel [...] Jérôme de Verdière, c'est Houellebecq en plus drôle." La Robe obtient le prix Jean Nohain au salon du livre de Cosne-sur-Loire, le prix du roman de Saint-Estèphe et le prix Fo'Lire.
En 2024, il publie son deuxième roman Mauvaise Mer aux éditions Le Cherche midi. Selon le journaliste littéraire d'Europe 1, "ce roman est un shot de délicatesse." Pour David Desgouilles, le chroniqueur de Marianne, avec ce roman, Jérôme de Verdière "se révèle écrivain" 
En 2024 et 2025, la pièce dont il est l'auteur, Le cake aux olives , avec Bernard Mabille (humoriste) et Philippe Chevallier (humoriste) est en tournée dans toute la France. Elle rencontre un vif succès. Elle est diffusée en direct le 3 mai 2025 sur Paris Première.

## Résumé de carrière

### Ouvrages
- 2006 : Oh ! Putain..., roman, éditions Le Manuscrit
- 2018 : Filets de Macron (et autres pommes à l'huile), Le Cherche midi (avec Laurent Gerra, Stéphane Rose et Pascal Fioretto)
- 2019 : Macron des sources, Le Cherche midi (avec Laurent Gerra, Stéphane Rose et Pascal Fioretto)
- 2020 : Mascarade, éditions Le Cherche midi (avec Laurent Gerra, Stéphane Rose et Pascal Fioretto)
- 2022 : La Robe, roman, éditions Le Cherche midi
- 2024 : Mauvaise mer, roman, édition Le Cherche midi

### Théâtre
- 2011 : Le Syndrome de Copenhague
- 2016 : Un Banc pour deux

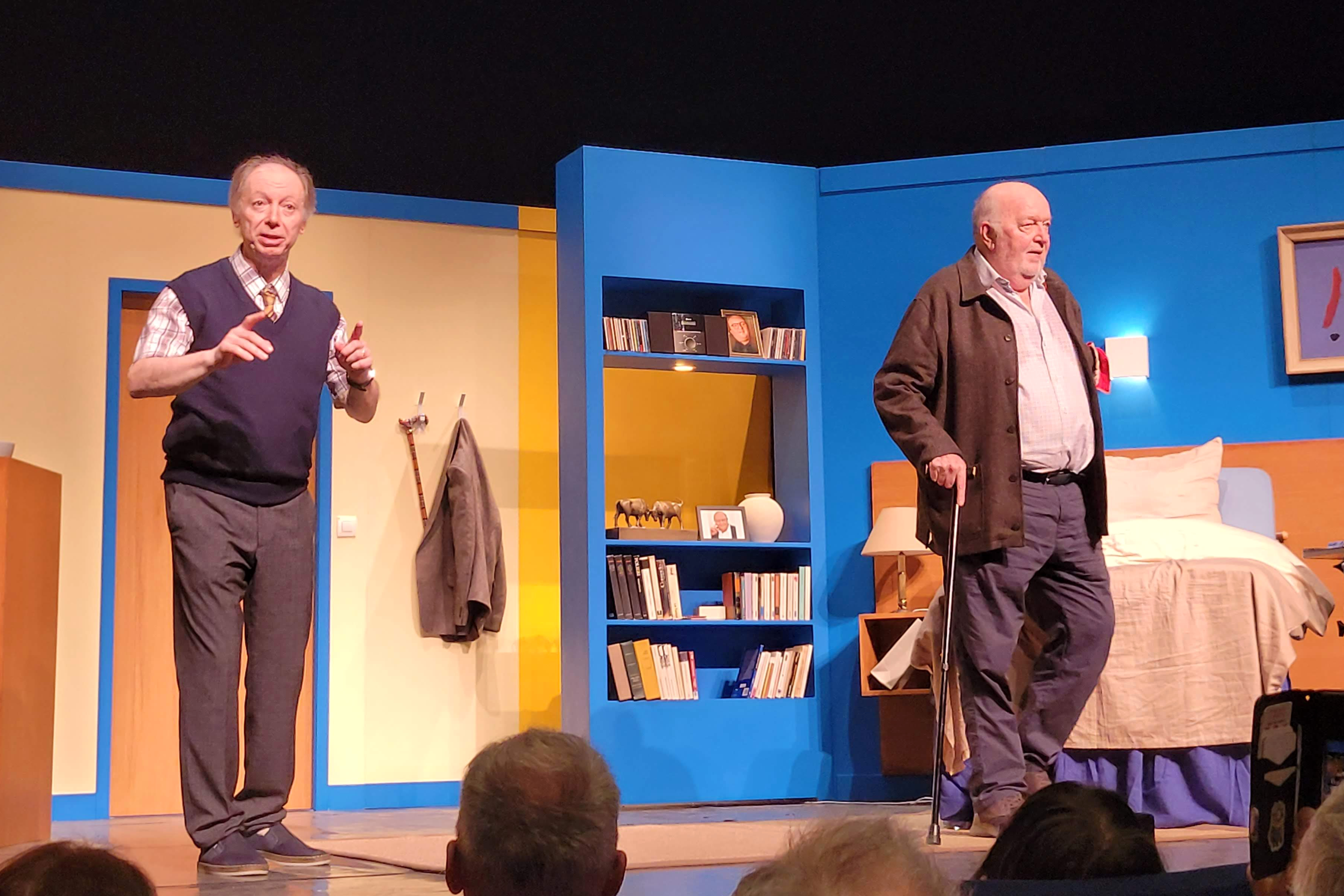
Philippe Chevallier et Bernard Mabille dans Le Cake aux olives au théâtre de Longjumeau (Essonne).

- 2019 : Les Nuits d'une demoiselle (avec Rebecca Mai, Roland Romanelli et Stéphane Rose)
- 2020 : Les Égoïstes anonymes
- 2024 : Le Cake aux olives, mise en scène d’Éric Laugérias, avec Philippe Chevallier et Bernard Mabille.

### Parcours en radio
- 2014-2016 : coanimateur d’Un Rien Mabille sur RTL, avec Bernard Mabille
- 2017-2024 : coauteur de la chronique de Laurent Gerra, sur RTL

### Télévision
- 2007-2008 : La Revue de presse des Deux Ânes, sur Paris Première
- 2008 : 100 % foot, sur M6
- Depuis 2009 : La Revue de presse sur Paris Première
- 2010 : Une Nuit au poste, sur Paris Première
- 2015-2017 : Les Mandrake d'or, sur Paris Première
- 2016 : L'émission des 30 ans, sur Paris Première
- 2016-2018 : Gérard de la télévision, sur Paris Première
- 2019 : La Bataille du rire, sur Paris Première